# ماغنوس يوليوس دي لا غاردي
ماغنوس يوليوس دي لا غاردي هو عسكري وسياسي سويدي، ولد في 14 أبريل 1669 في ستوكهولم في السويد، وتوفي بنفس المكان في 28 أبريل 1741. انتخب Marshal of the Realm (Sweden) ‏ (1727 – 1741).